# UFC 244
UFC 244: Masvidal vs. Diaz（ユーエフシー・ツーフォーティフォー：マスヴィダル・バーサス・ディアス）は、アメリカ合衆国の総合格闘技団体「UFC」の大会の一つ。2019年11月2日、ニューヨーク州ニューヨーク市マンハッタン区のマディソン・スクエア・ガーデンで開催された。

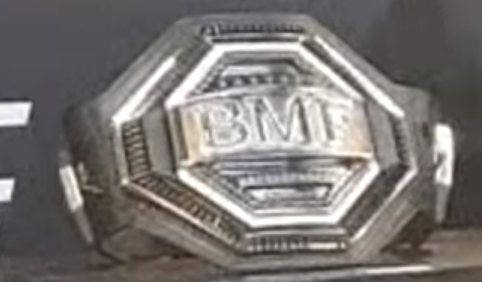
BMFベルト

## 大会概要
本大会では、ホルヘ・マスヴィダルとネイト・ディアスのウェルター級戦が行われ、勝利者のマスヴィダルには、この試合のために制作された特別なベルトであるBMFベルト (Baddest Mother Fuckerの略。最高にイカしたやつの意。)が、立会人を務めた元プロレスラーで俳優のドウェイン・ジョンソンから贈られた。また、本大会はUFCが開催した通算500回目の大会となった。
本大会には、第45代アメリカ合衆国大統領のドナルド・トランプが来場。現役のアメリカ合衆国大統領が来場した史上初めての総合格闘技の大会となった。国家元首クラスの要人が観戦する場合、警護のしやすいVIPルームからの観戦が多いが、トランプ大統領の希望でオクタゴンサイドで観戦し、メインイベントだけでなくメインカード全てを観戦した。トランプ大統領のUFC観戦は、過去に一度UFC 205で来場を希望したことがあったが、大統領当選数日後のことで準備が間に合わなかったため中止されていた。

## 試合結果

### アーリープレリム
第1試合 フェザー級 5分3R
○  ハキーム・ダオドゥ vs.  フリオ・アルセ ×
3R終了 判定2-1（29-28、28-29、29-28）
第2試合 ウェルター級 5分3R
○  ライマン・グッド vs.  チャンス・レンカウンター ×
3R 2:03 TKO（右ストレート→パウンド）
第3試合 57.7kg契約 5分3R
○  ケイトリン・チュケイギアン vs.  ジェニファー・マイア ×
3R終了 判定3-0（29-28、29-28、29-28）
※マイアの体重超過によりフライ級から変更。

### プレリミナリーカード
第4試合 ヘビー級 5分3R
○  ジャルジーニョ・ホーゼンストライク vs.  アンドレイ・アルロフスキー ×
1R 0:29 KO（左フック）
第5試合 ミドル級 5分3R
○  エドメン・シャバージアン vs.  ブラッド・タヴァレス ×
1R 2:27 KO（左ハイキック）
第6試合 フェザー級 5分3R
○  シェーン・ブルゴス vs.  マクワン・アミルカーニ ×
3R 4:32 TKO（右ストレート）
第7試合 ライトヘビー級 5分3R
○  コーリー・アンダーソン vs.  ジョニー・ウォーカー ×
1R 2:07 TKO（スタンドパンチ連打）

### メインカード
第8試合 ライト級 5分3R
○  ケビン・リー vs.  グレゴール・ガレスピー ×
1R 2:47 KO（左ハイキック）
第9試合 ヘビー級 5分3R
○  デリック・ルイス vs.  ブラゴイ・イワノフ ×
3R終了 判定2-1（30-27、28-29、29-28）
第10試合 ウェルター級 5分3R
○  スティーブン・トンプソン vs.  ビセンテ・ルケ ×
3R終了 判定3-0（30-26、30-26、29-27）
第11試合 ミドル級 5分3R
○  ダレン・ティル vs.  ケルヴィン・ガステラム ×
3R終了 判定2-1（27-30、29-28、30-27）
第12試合 ウェルター級 5分5R
○  ホルヘ・マスヴィダル vs.  ネイト・ディアス ×
3R終了時 TKO（ドクターストップ）
※マスヴィダルがBMFベルト獲得に成功。

### 各賞
ファイト・オブ・ザ・ナイト： スティーブン・トンプソン vs. ビセンテ・ルケ
パフォーマンス・オブ・ザ・ナイト： ケビン・リー、コーリー・アンダーソン
各選手にはボーナスとして5万ドルが授与された。

### カード変更
負傷などによるカードの変更は以下の通り。